# Renato Zanella
Renato Zanella (Verona, 6 de junio de 1961) es un bailarín de ballet, coreógrafo y director italiano, actualmente director del ballet nacional griego.

## Vida
Zanella estudió danza clásica en su ciudad natal. Después de salir de la escuela se trasladó a Rosella Hightower en Cannes, al Centre de Danse International. Allí completó su formación de Ballet. En 1982 obtuvo su primer contrato como bailarín con Heinz Spoerli en Basel. En 1985 se incorporó al Ballet de Stuttgart. En 1993 fue nombrado coreógrafo permanente del Ballet de Stuttgart por la Directora de Ballet Marcia Haydee. En 1995 fue nombrado director artístico y coreógrafo de la Ópera Estatal de Viena. Ocupó este cargo por 10 años hasta el final de la temporada 2004/2005. Por otra parte se desempeñó como Director artístico de la escuela de ballet de la Ópera de Viena (2001-2005). Entre los años 2005 y 2011 Renato Zanella trabajó como artista independiente en todo el mundo. En septiembre de 2011 fue nombrado Director del Ballet Nacional griego en Atenas.

## Obra
La primera coreografía de Renato Zanella se tituló "Die andere Seite " (1989), la cual presentó en el contexto de las presentaciones de los Jóvenes Coreógrafos de la Asociación Noverre de Stuttgart. Sus siguientes coreografías; “Distanz” (1989) y “Ein Tag“ (1990), fueron estrenados de la misma manera en ese contexto. "Die andere Seite" fue acogido por el Ballet de Stuttgart en su repertorio. En 1991 continuó con “Stati d'animo” para Marcia Haydée y Richard Cragun, así como también “Triptychon” que fue presentado en el Festival del Castillo Ludwigsburg. Renato Zanella fue responsable de la coordinación de movimientos de los cantantes en el estreno de la ópera de Salvatore Sciarrinos “Perseus und Andromeda“ (Producción: Thomas Gerald). También creó desde 1991 varios Solo para los estudiantes de la Escuela John Cranko, que participaron en el Prix de Lausanne, preparó además desde 1992 para la Workshop-Reihe Hinter den Kulissen des Balletts pequeñas Obras, para Birgit Keil, Marcia Haydée, Richard Cragun y Christoph Lechnerl. En abril de 1992 se estrenó el primer ballet completo de Renato Zanella "Mann im Schatten " en Stuttgart. En verano de 1992 realizó la coreografía “Vojage” para Vladimir Malakhov.
Para el Ballet de Stuttgart surgieron después Empty Place (noviembre de 1992), Black Angels (marzo de 1993) y su segundo ballet nocturno, Mara Hari (diciembre de 1993) con Marcia Haydée en el papel principal. En junio de 1993 creó “Apollon” para la Escuela John Cranko y Vladimir Malakhov, y “Konzertantes Duo” para Les Ballets de Monte-Carlo.
en diciembre de 1993.
En diciembre de 1994, aparece “Watching Waters” para Les Ballets de Monte-Carlo el cual estrenó en abril de 1995 en introdans Pieces of Earth, en septiembre de 1996 “Love Beyond” en octubre de 1999 “Ostarrichi” y en septiembre de 2003 “Concerto Italiano”. Para el ballet de la Ópera Alemana de Berlín creó “Schatten von sehnsucht” y “ Last Blues” (febrero de 1998).
En octubre de 1999 Zanella se responsabilizò de la coreografía de “Moses und Aron” (producido por Götz Friedrich) en la Ópera Alemana de Berlín. En el año 2003 realizó la coreografìa de las danzas de la Òpera “Die Zauberin” (Director: David Pountney) para una coproducción del Teatro Sao Carlos de Lisboa, y del Teatro Mariinsky de St. Petersburg. En el 2005 Zanella coreografió “Die sieben Todsünden” para la Nueva Opera de Viena y de la misma manera trabajó la coreografía de “Maskerade” (producido por David Pountney) para una coproducción del Festival de Bregenz y de la Royal Opera House Covent Garden. En la gala por el 200 Aniversario de August Bournonville en Copenhague, presentó “From Vienna With Love”.
En la temporada 2005/2006 Renato Zanella realizó la coreografía del ballet “Der Spielman” en Karlsruhe para Birgit Keil (Equipo: Rosalie). Empty Place se incluyó en el repertorio del Teatro Municipal de Lima, y el ballet completo “Wolfgang Amade” para el Teatro de la Opera Madlenianum en Belgrado. En noviembre de 2007 coreografió el ballet completo “Peer Gynt” para el Teatro dell´Opera di Roma. Abril 2008 creó "Amandi" para el Ballet del Teatro Nacional de Karlsruhe en Baden. "Brishen" fue creada en el año 2011 para el grupo de flamenco "Compañía Suite Española". Las obras de teatro "Apollo" y "Feuervogel" fueron coreografiadas por Zanella para la Fondazione Arena di Verona 2011 y "Barocco" de la misma manera.
En octubre de 2003 Renato Zanella se presentó por primera vez como coreógrafo en la Ópera Nacional de Viena con "Voyage". Su primera creación para el ballet de la Ópera Nacional de Viena fue "La Chambre" que se estrenó en febrero de 1994. En marzo de 1994 el Ballet de la Ópera Nacional de Viena acogió “Empty Place”. Para su debut como director de Ballet de la Ópera Nacionall de Viena Renato Zanella eligió "Konzertantes Duo" en septiembre de 1995. En diciembre del mismo año creó “Mon Euridice “ para Vladimir Malakhov con el que lanzó Strawinski-Abend: Symphony, Movements, Sacre y de esta manera coreografió Renato Zanella su primera función completa para la Compañía. En mayo de 1996 se estrenó “Black Angels”, y en junio de 1996 siguió una nueva versión de „Mata Hari „en la Volksoper de Viena. En febrero de 1997 lanzó “Elements” en el teatro Odeon de Viena. Marzo 1997 creó “Alles Walzer”.
“Love Beyond” fue parte del Programa Ballet-Off en el Teatro Odeon. “Memento Mori” fue estrenado en noviembre de 1997 en cooperación con "Wien modern", diciembre de 1997 lanzó "Laus Deo". Marzo de 1998 se estrenó el ballet completo “Wolfgang Amadé”. Abril de 1998 creó “Die sieben letzten Worte” para “OsterKlang Wien '98”, junio de 1998 “Mytho” para „NÖ Donaufestival '98”. En noviembre de 1998 se estrenó su versión de “Maurice Ravels Bolero” en la Ópera Nacional de Viena. Su versión de Aschenbrödel con la música de Johann Strauss salió en diciembre de 1999 en la Ópera Nacional de Viena. En 1999 coreografió además Solo para Carla Fracci y Manuel Legris. Marzo de 2000 creó el ballet de Beethoven Opus 73. Noviembre de 2000 presentó su nueva versión de “Der Nussknacker” y en abril de 2002 “Spartacus”. Junio de 2003 coreografió “Sensi” (se estrenó en el Festival Beethoven de Bonn), diciembre de 2003 presentó su nueva versión de “Kadettenball und Duke’s Nuts”. Para la “Diaghilev-Abend “(Estreno: 23 de marzo de 2005). Renato Zanella coreografió el ballet “Petrushka” (música: Igor Stravinsky, Etapa: Christian Ludwig Attersee, vestuario: Christof Cremer) y “Renard” (música: Igor Stravinsky, Etapa: Hermann Nitsch, Vestuario: Anne Marie Legenstein).
En el 2000 Renato Zanella pone en marcha la Danza Iniciativa "off ballet special" en el que los miembros con y sin discapacidad de la Asociación Cultural "ich bin o.k." y los miembros del Ballet de la Opera Nacional de Viena bailaron juntos. Además de las actuaciones en propias matinés en la Ópera Nacional de Viena se contó con su participación en la inauguración de la Wiener Opernballs 2001 y en la Ópera Nacional de Varsovia 2004 con los aspectos más destacados de "off ballet special".
Por otra parte, Renato Zanella realizó la coreografía de los ballets en las Operas Rienzi, “der Letzte der Tribunen” (Director: David Pountney) “Le prophète” (Director: Hans Neuenfels) y “Guillaume Tell” (producido por David Pountney), también dirigió la coordinación de movimientos en “Don Giovann” (Director: Roberto de Simone) y “Roméo et Juliette” (Director: Jürgen Flimm), así mismo coreografió para “Jenůfa” (Director: David Pountney) “Der Riese vom Steinfeld “ (Director: Jürgen Flimm) “Jonny spielt auf “ (producido por Günter Krämer) y “Daphne” (Director: Joel Nicola) y estudió la coreografía de “Le nozze di Figaro” (Director: Giorgio Strehler). En diciembre de 2007 Zanella coreografió las escenas de Ballet de la ópera “La Juive”<refhttp://www.opernhaus.ch/pdf/spielzeit07_08/produktionen_0708_d.pdf</ref> la cual se estrenó en la Ópera de Zúrich. Además, las escenas de danza en la ópera "A Flowering Tree" de John Adams con coreografía de Renato Zanella se estrenó en el Teatro Ópera de Chicago con la dirección de Nicola Raab en mayo de 2008.
En 2011 la ópera "Die Trojaner" se estrenó en la Ópera de Berlín en Alemania con las escenas de Baile de Renato Zanella en una producción de David Pountney. En mayo de 2011 se estrenó la opereta "Die lustige Witwe" en la Volksoper de Viena en una producción de Marco Arturo Marelli y con las escenas de ballet de Zanella.
Renato Zanella trabajó en repetidas ocasiones para los festivales: En 1997 se estrenó su creación „Wiener Blut“ en el contexto del festival "Im Puls Tanz de Viena 97". En el 2000 creó el ballet „Via Salis“ para Altaussee y para el VOESTival en Linz realizó la coreagrafía de Adiemus Live! con Karl Jankins, en el 2001 para Attergauer Kultursommer Renard, Trois Gymnopédies y „Die Geschichte vom Soldaten“ Para el VOESTival 2003 Linz „Die Geschöpfe des Prometheus“ y „Karneval der Tiere“ con Sir Peter Ustinov. 2006 con Lalo Shifrin,2007 con Ute Lemper und 2008 con George Fenton. Desde el 2009, Renato Zanella es artista responsable para las divisiones de baile del Festival of the Aegean en la Isla de Syros en Grecia. Para esta coreografía incluyen "Zorba" y "Medea´s choice" después de la ópera Medea de Mikis Theodorakis.
En el 2009 Renato Zanella amplió sus trabajo artístico en cada género de Opera: Su primer trabajo correspondiente, "Cosi fan tutte" en Attersee Klassik-Festival, obtuvo la mayor aprobación por el público y la prensa. En 2010 Zanella Bizets puso en escena Carmen en el sexto Festival of the Aegean en la Isla de Syros, donde es responsable de la división de bailes. En el Festival of the Aegean 2011 escentificó "La Traviata" y en 2012 "Faust" en el Athens Concert Hall en Atenas.
Para los conciertos de Año Nuevo televisados de la Filarmónica de Viena, Renato Zanella realizó la coreografía de L'Enfantillage (1994), die Proceß-Polka y Perpetuum mobile (1995), Csárdás aus Ritter Pasman y el Vals Marien-Klänge (2000), Harlekin-Polka y Der Kobold (2001), Hellenen-Polka (2003), Fata Morgana y An der schönen blauen Donau (2005). Para el concierto de Año nuevo 2010 Zanella coreografió die Polka Mazur Ein Herz, ein Sinn y el Vals Morgenblätter
. Para el baile de la Ópera de Viena creó el An der schönen blauen Donau y Opern-Soiree-Polka (1996), Carnevals-Botschafter y Marsch D-Dur (1997), Tausend und eine Nacht und Persischer Marsch (1998) Rosen aus dem Süden und Banditen-Galopp (1999), Opern-Maskenball-Quadrille y Freikugeln (2000), Seviliana y Galop aus Le Trouvère (2001), Die Schönbrunner (2002), Wo die Citronen blühn’n und Tritsch-Tratsch-Polka (2003), Carmen-Quadrille und Hopser-Polka (2004). Además, habría coreografiado para Vladimir Malakhov (Luis XIV), Simona Noja (Strauss Incontra Verdi), Roberto Bolle (Ave Verum), y un Solo qué fue mostrado en una ceremonia en la Ciudad del Vaticano, Giuseppe Picone (Dying Swan) y Shoko Nakamura (Ombra), para la película Jedermanns Fest (Director: Fritz Lehner) y World Sports Awards of the Century en la Ópera Estatal de Viena y Toyota Millennium Concert en Tokio.
Entre 1995 y 1999 Renato Zanella participó como jurado de los concursantes de baile en el Prix de Laussane, en 1998 fue miembro del jurado del Concours International de Danse de París. y en 1999 del Concours International de Chorégraphie Classique en París, del International Ballet Competition of Luxemburg y del Choreographen-Wettbewerbs en Hannover (como en 2007), en el 2000, fue Vicepresidente de la segunda competencia Internacional de Ballet en St. Poelten y miembro del Jurado de Monaco Danses Dances Forum, en el 2001 fue Presidente de Honor de ÖTR-Contest de ballet y danza contemporánea en Viena, y Juez de las competiciones en Luxemburgo, Helsinki (Certamen Coreográfico) y en el Prix Dom Pérignon del Ballet de Hamburgo.
Honores
En 1995 le fue concedido el Premio al mejor Coreógrafo Italiano en el Extranjero por la revista Danza & Danza en el Teatro La Fenice en Venecia,, en el 2000 fue galardonado en Roma por sus méritos coreográficos con el premio Internazionale Gino Tani, en 2001 recibió el Jakob Prandtauer-Preis en St. Pölten. Danza & Danza le concedió en 2001 el Premio del año, por la mejor dirección artística, Renato Zanella fue condecorado con la Cruz de Honor de Austria por la Ciencia y el Arte. Además por la coreografía de cuerpo entero de Peer Gynt para el Ballet dell'Opera di Roma, ganó el premio por la mejor producción nueva italiana 2007.